# 바타클랑 (극장)

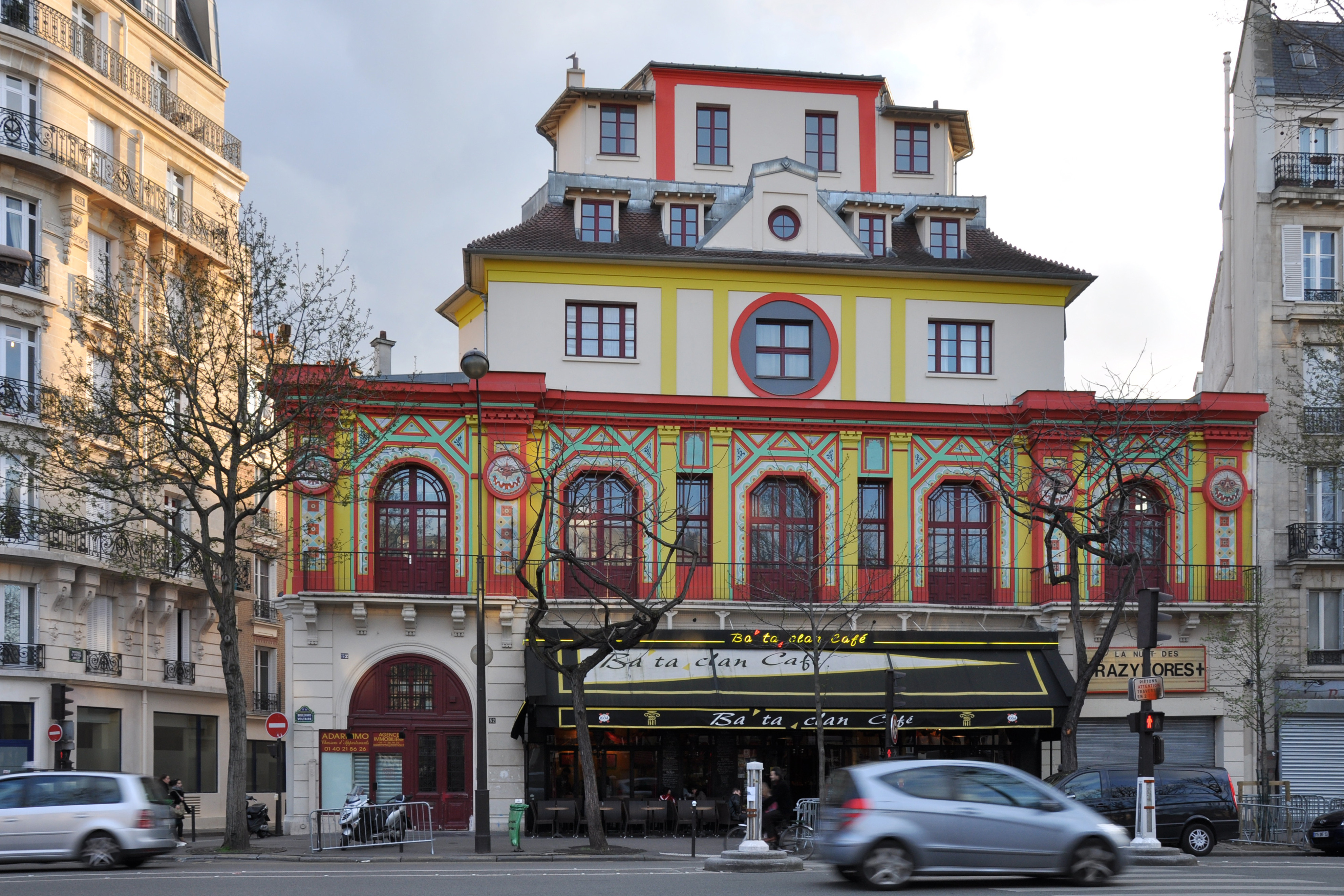
2008년 바타클랑 극장의 모습

바타클랑(프랑스어: Bataclan)은 프랑스 파리 11구 볼테르 대로에 위치한 극장이다. 1864년 건축가 샤를 듀발이 건축했으며, 자크 오펜바흐의 동명의 오페라의 이름을 따왔다.

## 역사
2015년 11월 13일, 관객 1,500명이 있는 가운데 미국 록밴드 이글스 오브 데스 메탈의 공연이 진행되는 도중 인질극이 일어났다. 밴드 멤버들은 부상자 없이 탈출하는 데 성공했다. 이 극장에서 대략 60명에서 100명이 인질이 되었다. 인질극에서 탈출한 사람 몇명은 범인 5~6명이 공격하기 직전 시리아 내전에 대해 언급했다고 말했다. 이후 경찰에 대한 추가 공격이 있었으며, 초기 신고 직후 출동한 경찰들은 극장 내부에서 총격이 일어났다고 말했다. 바타클랑 인질극 범인 중 한명은 폭발물을 가지고 있다고 밝혔다.
유럽 1의 기자 줄리앙 피어스는 바타클랑 내로 무장한 사람들이 들어갔으며, 마스크를 쓰지 않은 사람 두세명이 군중에게 무차별적으로 총격했다고 말했다. 경찰은 바타클랑 극장을 기습했으며, 이 결과 범인 2~3명이 사망했다. 이 포위전은 CET 기준 0시 58분에 종료되었다. 경찰은 극장 내로 진입하고 제압하는 과정에서 100여명이 사망했다고 밝혔다.

## 같이 보기
- 2017년 이스탄불 나이트클럽 테러